# Старо-Кувинск
Ста́ро-Ку́винск (абаз. Хъвыжв-Ду) — аул в Адыге-Хабльском районе Карачаево-Черкесской Республики.
Образует муниципальное образование «Старо-Кувинское сельское поселение», как единственный населённый пункт в его составе.

## География
Аул расположен в южной части западной зоны Адыге-Хабльского района, на левом берегу реки Большой Зеленчук. Находится в 33 км (по дороге) к западу от районного центра — Адыге-Хабль и в 48 км к северо-западу от города Черкесск.
Площадь территории сельского поселения составляет — 30,79 км2.
Граничит с землями населённых пунктов: Ново-Кувинск на севере, Баралки на востоке, Кызыл-Тогай на юго-востоке, Вако-Жиле на юге и Тапанта на западе.
Населённый пункт расположен в предгорной лесостепной зоне республики. Рельеф этой местности представляет собой в основном холмистую местность. Средние высоты на территории аула составляют около 505 метров над уровнем моря.
Почвенный покров отличается исключительным разнообразием. Развиты черноземы предкавказские и предгорные. В пойме рек пойменные луговые почвы.
Гидрографическая сеть в основном представлена рекой Большой Зеленчук и родниковыми источниками.
Климат умеренно-тёплый. Среднегодовая температура воздуха положительная и составляет около +9,0°С. Средняя температура июля +21,5°С, средняя температура января –1,5°С. Продолжительность вегетационного периода 210 дней. Среднегодовое количество осадков составляет около 700 мм в год. Основная их часть приходится на период с мая по июль.

## История
В 1866 году в предгорьях, на левом берегу реки Большой Зеленчук были расселены 122 семьи свободных общинников и 35 семей полузависимых крестьян горных абазин — ашхаруа, из Кувинского ущелья (откуда и исходит название аула), принадлежавших главным образом к подразделениям тамовцев (461 человек), псхувцев (300 человек) и шахгиреевцев (70 человек).
В 1869 году в ауле Кувинский проживало 139 семей. В 1899 году в ауле уже были прописаны 254 семьи.
В 1926 году часть населения аула переселилось ниже по течению реки Большой Зеленчук и основали там новый аул — Ново-Кувинский. 
В 1929 году аул Кувинский был переименован в Старо-Кувинский.
До 1953 года входил в состав Кувинского района Черкесской автономной области. После упразднения Кувинского района, передан в состав Икон-Халкского района.
В 1957 году с упразднением Икон-Халкского района передан в состав Адыге-Хабльского района Карачаево-Черкесской автономной области.
В 2006 году Старо-Кувинский сельсовет был реорганизован и преобразован в Старо-Кувинское сельское поселение.. 
В 2008 году из состава Старо-Кувинского сельского поселения выделено отдельное муниципальное образование — Вако-Жилевское сельское поселение.
Ныне населённый пункт является крупнейшим из трёх абазинских аулов, где сохранился ашхарский (горный) диалект абазинского языка.

## Население
| 2002  | 2010  | 2012  | 2013  | 2014  | 2015  | 2016  |
| ----- | ----- | ----- | ----- | ----- | ----- | ----- |
| 1137  | ↗1373 | ↘1357 | ↘1315 | ↗1330 | ↘1317 | ↗1325 |
| 2017  | 2018  | 2019  | 2020  | 2021  | 2023  | 2024  |
| ↘1321 | ↘1313 | ↘1301 | ↘1297 | ↗1465 | ↘1457 | ↗1465 |
| 2025  |       |       |       |       |       |       |
| ↘1454 |       |       |       |       |       |       |

Плотность — 47.22 чел./км2.
Национальный состав
По данным Всероссийской переписи населения 2010 года:
| Народ   | Численность, чел. | Доля от всего населения, % |
| ------- | ----------------- | -------------------------- |
| абазины | 1 194             | 87,0 %                     |
| черкесы | 128               | 9,3 %                      |
| другие  | 51                | 3,7 %                      |
| всего   | 1 393             | 100 %                      |

## Инфраструктура
- Средняя общеобразовательная школа № 1 — ул. Олтябрьская, 51.
- Участковая больница — ул. Колхозная, 3.
- Дом Культуры — ул. Октябрьская, 67.

## Ислам
В ауле действует одна мечеть.
- Аульская мечеть — ул. Октябрьская, 49.

## Экономика
Основной экономической специализацией муниципального образования является сельское хозяйство и животноводство. В растениеводстве преобладают зерновые и технические культуры. Также выращивают картофель и овощи открытого грунта.
В животноводстве преобладают продукты крупного рогатого скота — мясо и молоко.

## Улицы
| Абазинская |
| Абхазская  |
| Вольная    |
| Восточная  |
| Дармилова  |
| Зелёная    |

| Зеленчукская |
| Килба        |
| Колхозная    |
| Коцба        |
| Набережная   |
| Октябрьская  |

| Садовая      |
| Солнечная    |
| Софьи Шенкао |
| Трудовая     |
| Черкесская   |
| Широкая      |

## Известные уроженцы
- Килба Мухамед Сетбиевич — военный и политический деятель Абхазии.
- Экба Назир Бекмурзович — доктор педагогических наук, профессор. Заслуженный деятель науки РФ (1997)
- Тлябичева, Мира Сахат-Гериевна -первая профессиональная поэтесса-абазинка.